# Roman Zając
Roman Zając (ur. 30 sierpnia 1973 w Gostyninie) – biblista i demonolog, absolwent Instytutu Nauk Biblijnych Katolickiego Uniwersytetu Lubelskiego.

## Życiorys
Maturę zdał w 1992 w liceum im. Tadeusza Kościuszki w Gostyninie. W latach 1992–1997 studiował teologię na Katolickim Uniwersytecie Lubelskim. Pracę magisterską pt. Rozwój koncepcji Szatana w Księgach Starego Testamentu napisał pod kierunkiem ks. prof. Ryszarda Rubinkiewicza SDB. W latach 1997–2001 studiował na Instytucie Nauk Biblijnych KUL, uzyskując tytuł licencjata teologii biblijnej. 
Obszarem zainteresowań naukowych Romana Zająca jest literatura międzytestamentalna, a zwłaszcza apokryficzna Starego i Nowego Testamentu oraz demonologia biblijna.
Od 1993 związany jest ze wspólnotą muminkową Ogród, działającą w ramach ruchu Wiara i Światło. 
Od 2001 jest pracownikiem Biblioteki Uniwersyteckiej KUL. 
Autor licznych artykułów popularnonaukowych i haseł ekcyklopedycznych (m.in. w Encyklopedii Katolickiej i Leksykonie teologii fundamentalnej). Jako publicysta współpracuje z Ekumenicznym Serwisem Informacyjnym – Kosciol.pl. oraz portalami internetowymi TwojaBiblia.pl, Stacja7, Czas na Biblie.pl. Publikuje w pismach Któż jak Bóg, List, Biblia krok po kroku, Egzorcysta, Szum z Nieba, w anglojęzycznym kwartalniku The Angels oraz białoruskiej gazecie Слова Жыцця. Jest jurorem Ogólnopolskiego Konkursu Biblijnego organizowanego przez stowarzyszenie "Civitas Christiana".

## Wybrane publikacje
- Szatan w Starym Testamencie, Lublin 1998,
- Przewodnik po Niebie, Piekle i ich mieszkańcach, Kraków 2014. wydawnictwom.pl. [zarchiwizowane z tego adresu (2016-09-17)].,
- Biblia. Początek, czyli Jak powstał najlepszy know how na świecie, Kraków 2016,
- Gdy mijam żebrzących Rumunów... w: Napiórkowski C., Uglorz M. (red.). Kocha mnie jak wariat. Młodzi mówią o swoim Chrystusie. Niepokalanów 1995 s. 57-60;
- Chyba jestem krótkowidzem w: Witaszek G., Suchy J. (red.). Prorocy dzisiaj. Refleksje nad tekstami ksiąg prorockich. Lublin 1997 s. 96-99;
- Idea bliźniego w Biblii w: Kalendarz Ekumeniczny 2001. Lublin 2000 s. 147-151;
- Szatan - nasz bliźni? w: Kalendarz Ekumeniczny 2001. Lublin 2000, s. 69-72;
- O jak piękna jesteś... (PnP 1, 15) w : Kalendarz Ekumeniczny 2002. Sandomierz s. 73-77;
- Biblijna wizja Królestwa Bożego w : Chrześcijanie a Królestwo Boże w świecie. Materiały dla formacji katolicko-społecznej. Warszawa, 2002 s. 7-16;
- Szukajmy Świętego Graala w : Miesięcznik Katolicki LIST. Lipiec-Sierpień 2006 s. 38-43;
- Szatan w: Leksykon Teologii Fundamentalnej, red. M. Rusecki, Lublin-Kraków 2002 s. 1167-1170;
- Szatan w Biblii w: Encyklopedia Katolicka, T. XVIII, Lublin 2013 k. 1427-1429.

## Wywiady
- Agent do zadań specjalnych - rozmowa o aniołach z Romanem Zającem, biblistą zajmującym się angelologią (cz.. I) w: Głos Podbeskidzia - Miesięcznik Regionalny. Nr 10 (159), październik 2007 s. 15-16;
- Agent do zadań specjalnych - rozmowa o aniołach z Romanem Zającem, biblistą zajmującym się angelologią (cz.. II) w: Głos Podbeskidzia - Miesięcznik Regionalny. Nr 11(160), listopad 2007 s. 41-42;